# Jagdschloss Aschenbrennermarter
Das Jagdschloss Aschenbrennermarter, auch als „Jagdhütte“ bezeichnet, ist eine Jagdhauskolonie im Landhausstil der Fürsten von Thurn und Taxis in der Gemeinde Altenthann im Oberpfälzer Landkreis Regensburg in Bayern.

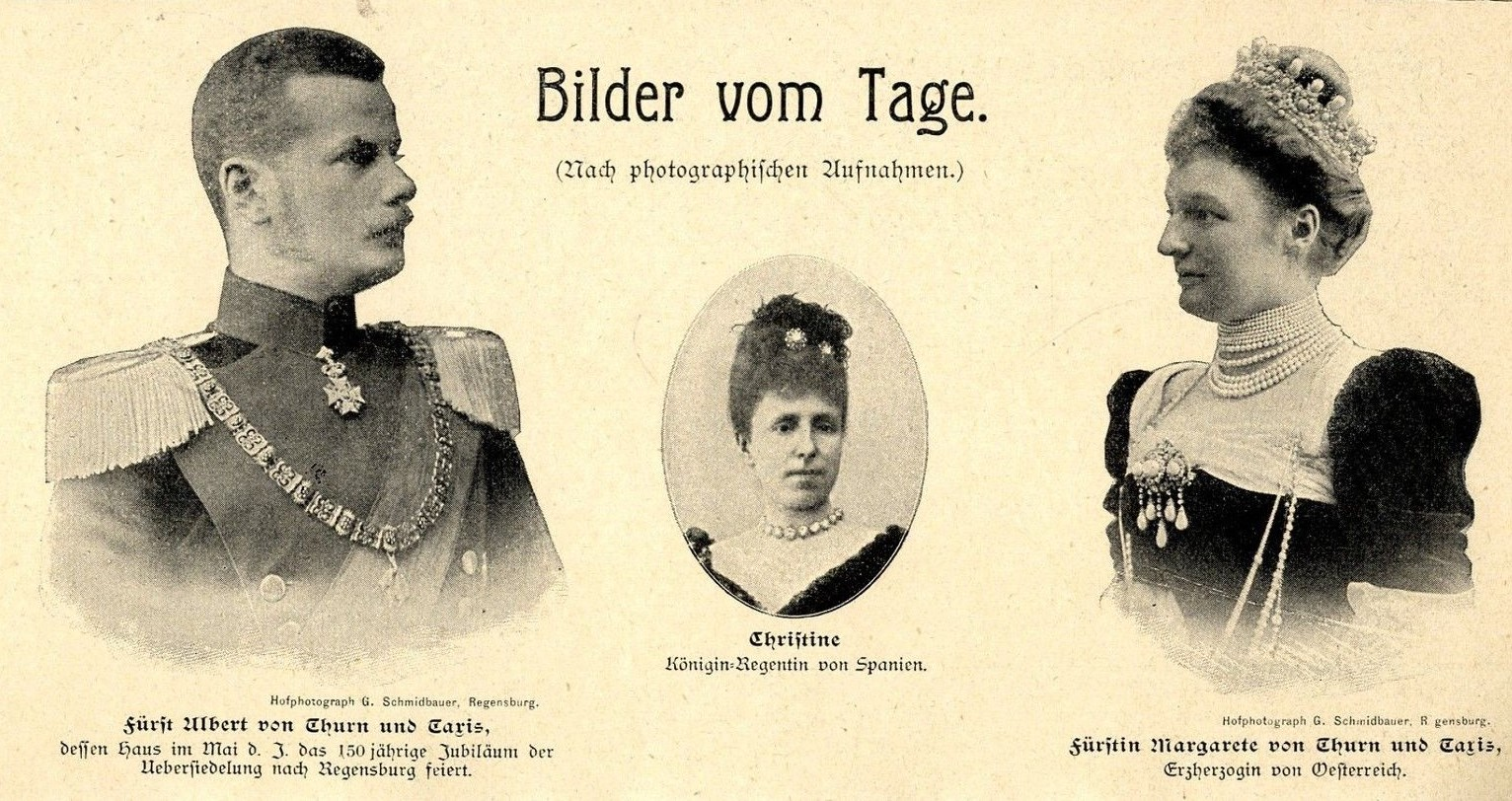
Fürst Albert und Fürstin Margarete von Thurn und Taxis, 1899.

## Geschichte
Der Ort Aschenbrennermarter wird vor 1840 erstmals genannt und war ursprünglich eine forstwirtschaftliche Ansiedlung. Zur Zeit der Gemeindebildung (1818) wurde er noch nicht erwähnt.
Das Jagdschloss im Landhausstil wurde 1893 bis 1899 nach Plänen von Max Schultze für Fürst Albert I. von Thurn und Taxis erbaut. Das Schloss befindet sich beim komplett eingezäunten, 2800 Hektar großen Fürstlichen Thiergarten zwischen Hammermühle, Altenthann, Donaustauf und Brennberg, einem Naherholungsgebiet mit wild lebenden Hirschen, Wildschweinen, Luchsen, Bibern, Fischottern, Schwarzstörchen und anderen Tieren. Er wurde 1813 als Jagdwald der Fürsten zu Thurn und Taxis angelegt.
Beim Jagdschloss Aschenbrennermarter brach am 1. Oktober 1988 der bayerische Ministerpräsident Franz Josef Strauß während einer Hirschjagd bei Johannes von Thurn und Taxis zusammen und starb wenige Tage später, am 3. Oktober 1988, im Regensburger Krankenhaus der Barmherzigen Brüder.

## Denkmalschutz
Der gesamte Komplex steht unter Denkmalschutz, sowohl die „Jagdhütte“ (Akten-Nr. D-3-75-114-10) als auch die Forstwirtschaftliche Ansiedlung (Akten-Nr. D-3-75-114-20). Die Baubeschreibung des Bayerischen Landesamtes für Denkmalpflege lautet:

„Jagdhütte (Akten-Nr. D-3-75-114-10):
mehrteilige Jagdhauskolonie im Landhausstil, 1893–99, wohl nach Plänen von Max Schultze für Fürst Albert I. von Thurn und Taxis; mit Ausstattung; sog. Hütte, zweigeschossiger und gestelzter Satteldachbau auf Natursteinsockel, mit Dachüberstand, Treppenaufgängen, Schrot und Verschindelung,1893; Kapelle, Saalbau mit abgewalmtem Satteldach auf Natursteinsockel mit Verschindelung und verblechtem Dachreiter mit Zwiebelhaube, 1894/95, 1897 durchaufgeständerten und geschlossenen Gang mit der Hütte verbunden; Kavaliersbau, eingeschossiger Satteldachbau mit Zwerchhaus, verbrettertem Kniestock, Verschindelung und Eckveranda, 1894/85; Kegelbahngebäude, ein- bis zweigeschossiger gegliederter Satteldachbau auf Natursteinsockel, mit Eckpavillons,Zwerchdächern, Erker und verschindeltem Oberbau, 1894/95; Speisesaalgebäude, eingeschossiger und verschindelter Satteldachbau mit Eckpavillons und Zwerchdächern,1897; Prinzenbau, zweigeschossiger und winkelförmiger, verschindelter Satteldachbau mit verbrettertem Kniestock, Flacherker und Balkon, 1899; Küchenbau, eingeschossiger, verbretterter und verschindelter Satteldachbau mit Zwerchflügel und Kniestock, 1893, Anbau 1898; Holzremise, eingeschossiger und verbretterterStänderbau mit Satteldach, 1890; Eishaus, eingeschossiger und verbretterter Ständerbau mit Pultdachanbau, 1902, darunter ehem. Eiskeller von 1895; Trafostation, eingeschossiger Satteldachbau mit Verschindelung, 1900; Wurzgarten, um 1900; Jagdstein, Reliefstein auf Natursteinsockel, um 1900.“

„Forstwirtschaftliche Ansiedlung, später Teil der fürstl. thurn und taxisschen Jagdhütte (Akten-Nr. D-3-75-114-20):
Forsthaus, eingeschossiger Halbwalmdachbau mit traufseitigem Dachüberstand, vor 1861; ehem. Wagenremise,eingeschossiger Satteldachbau mit Schindeldeckung, verbretterte Ständerkonstruktion auf Steinsockel, 1903, 1922 Umbau zur Garage; ehem. Stallgebäude mit Wohnungen, eingeschossiger Satteldachbau mit zweigeschossigen Zwerchgiebelrisaliten, Dachüberstand, Verschindelung und profiliertem Holzgesims, 1896, 1961 Umbau zur Garagenhalle; Wasch- und Backhaus, Satteldachbau mit schmalerem Anbau, 1886; Wohnhaus, ehem. altes Stallgebäude, eingeschossiger Satteldachbau, vor 1900, angebauter Holzschuppen, 1903; Wohngebäude mit Kuhstall, eingeschossiger verbretterter Holzständerbau mit Satteldach, Stall teilweise massiv, um 1896;Holzschupfen, verbretterter Ständerbau mit Satteldach, 1885; Kantine, eingeschossiger verbretterter Ständerbau auf Natursteinsockel, mit Satteldach, Kniestock und Pultdachanbau, vor 1898.“